# 哥吉拉vs戴斯特洛伊亞
《哥吉拉vs戴斯特洛伊亞》（日語：ゴジラvsデストロイア）是1995年上映的日本怪獸電影，該片由大河原孝夫執導，大森一樹編劇、川北紘一擔任特攝、東寶發行，並由旗下的東寶影業製作，是哥吉拉系列電影第22部電影及平成系列的最後一部作品。主演陣容包括辰巳琢郎、石野陽子、林泰文、小高惠美、大澤沙也加、高嶋政宏、河内桃子和篠田三郎等人。這部電影以虛構的怪獸角色哥吉拉、哥吉拉二世和戴斯特洛伊亞為主角。
在這部電影中，哥吉拉的心臟因扮演核反應爐的角色，正處於核熔燬的邊緣，因而對地球構成史上最大的威脅。同時，一群被稱為「戴斯特洛伊亞」的變異生物從海中出現，不斷改變形態，並對日本列島帶來了毀滅性的災難威脅，迫使日本自衛隊制定全新的計劃以此消除兩大怪獸。
在東寶宣布電影將成為系列的完結篇，並呈現「哥吉拉之死」的主題之後，《哥吉拉vs戴斯特洛伊亞》的製作受到了全球關注。這也是出演1954年電影《哥吉拉》飾演女主角的河內桃子最後一部主演的電影，同時也是製片人田中友幸和作曲家伊福部昭在他們去世前所共同製作的最後一部電影，電影最終於1995年12月9日在日本上映，觀眾人數達到了400萬人，票房收入達到了20億日元，成為1996年票房最高的日本真人電影，也是首支售出超過10萬張預售票的哥吉拉系列電影。
這部電影在評論家中受到高度好評，包括對於演員的表演、製作的野心、特攝、故事情節、主題和伊福部的音樂等方面提出讚譽。1999年，哥倫比亞三星影業公司在美國發布了這部電影，而哥吉拉系列則在同年因《哥吉拉2000》的製作而重新啟動。

## 概要
本作是平成系列的完結篇，並以描繪「哥吉拉的死亡」為主題，為了使1954年的首部作品《哥吉拉》作為哥吉拉系列的「封面」，本作則被定位成一種「封底」的意味，從而強烈表現對第一部的致敬，突顯初在第一部中擊敗初代哥吉拉的「水中氧氣破壞裝置」的存在，並藉由以氧氣破壞者製造的怪獸—「戴斯特洛伊亞」作為對比，同時水中氧氣破壞裝置的敘述者山根惠美子的再次登場，以及惠美子在回憶的場景中採用第一部的鏡頭，而標題等其他設定中，也引用了第一部的設計元素。
這部作品是田中友幸自1954年系列首部作品以來，參與製作的最後一部哥斯拉電影。同樣，音樂負責人伊福部昭、特技導演川北紘一、哥吉拉的套裝演員薩摩劍八郎也在此部電影後最後一次參與哥吉拉系列，劇中主要的襲擊地點包括香港、東京（羽田機場、有明）。羽田機場被選為最終戰役的主要場地，是因為當時控制塔進行了翻新。此外，哥吉拉還接近位於愛媛縣的伊方核能發電廠，但在即將抵達時遭到制止，因此未能在四國登陸。
由於哥斯拉體內的核能失控，對其進行常規武器攻擊會引發核爆炸的危險，因此自衛隊裝備了以冷凍為基礎的武器，取代了前兩部作品中的G力量作為一種全新的防禦手段。SUPER-X系列的武器在《哥吉拉vs碧奧蘭蒂》之後再次復活。最終擊敗戴斯特洛伊亞的不是哥斯拉，而是由SUPER-XIII領導的自衛隊冷凍武器部隊。
片尾工作人員表的背景中，採用了第一部以及平成系列的剪輯影片，音樂是由伊福部昭製作，並以經典哥吉拉主題曲為首的《SF交響幻想曲》製作改編版本，其中還包括了《金剛對哥吉拉》等昭和電影中使用的音樂。

## 劇情概要
在《哥吉拉vs太空哥吉拉》事件發生的一年後，位於南太平洋的巴斯島因為不明原因消失，哥吉拉與小哥吉拉因此下落不明，然而在一個月後，哥吉拉卻以全身皮膚浮現詭異紅光的姿態，於夜晚的香港上陸，在破壞城市之後，發射出了赤色熱線摧毀了香港島。獲知消息後，G對策中心和日本自衛隊隨即進行了調查，並發現巴斯島的消失是由於島嶼地底下的地殼變動，導致地下高純度的天然鈾與熱水結合產生反應的爆炸，為此，G對策中心聘請大學生山根健吉來解開哥吉拉的病情之謎。山根是40年前遇見初代哥吉拉的山根恭平博士的孫子，他懷疑哥吉拉的心臟具有核反应堆般的功能，由於哥吉拉在吸收過量火山釋放的鈾所產生的能量，導致體內產生急遽的核分裂，山根推測，一旦哥吉拉的溫度達到超過極限的1,200°C時，他將產生足夠的能量來燃燒地球大氣層，最後引起將地球表面化為灰燼的「毀滅性爆炸」。
與此同時，在東京灣第二航道隧道的工地上，工程用管道持續發生溶解的問題。在品川水族館，魚類突然像被水吞噬一樣，變成骨架的怪異事件發生。其原因是，曾經使用來殺死初代哥吉拉的武器「水中氧氣破壞裝置」，導致海底沉睡的前寒武纪生物群體無氧環境中復活，並進行異常的進化，變成可怕的生物「戴斯特洛伊亞」。戴斯特洛伊亞迅速變成比人類還要大的各地，並與警視廳的特種部隊在東京臨海副都心發生激烈戰鬥後，並進一步合體以應對自衛隊的攻擊，最終，戴斯特洛伊亞成長為40公尺的巨大生命體，並該區域造成毀滅性的破壞。
哥吉拉朝著位於四國的伊方核能發電廠前進，日本自衛隊部署了配備超低溫雷射的空中戰車「Super XIII」，試圖扭轉哥吉拉的自毀局面。由於Super XIII發射的鎘彈，得以使哥吉拉內部的核分裂受到控制。這樣一來即能避免核爆炸的危機，然而，哥吉拉體內反應爐心的溫度卻持續上升，並處於即將熔毀的邊緣。
在這個時候，御前崎附近出現了一隻極為類似哥吉拉的怪獸。原來，行蹤不明的小哥吉拉在天然鈾的影響下，迅速成長並變成了哥吉拉二世。失去巴斯島的二世此刻正試圖返回其故鄉，位於白令海的阿德諾亞島。但是，現在唯一能殺死哥吉拉的是水中氧氣破壞裝置──戴斯特洛伊亞。為了讓哥吉拉和戴斯特洛伊亞進行最後的對決，提出了以二世為誘餌引誘戴斯特洛伊亞的作戰計畫。 並在超能力者三枝未希的心靈感應下成功將二世被引誘到東京，在戰鬥的舞台從臨海副都心轉移到羽田機場的同時，哥吉拉的結局也一步步地逼近。

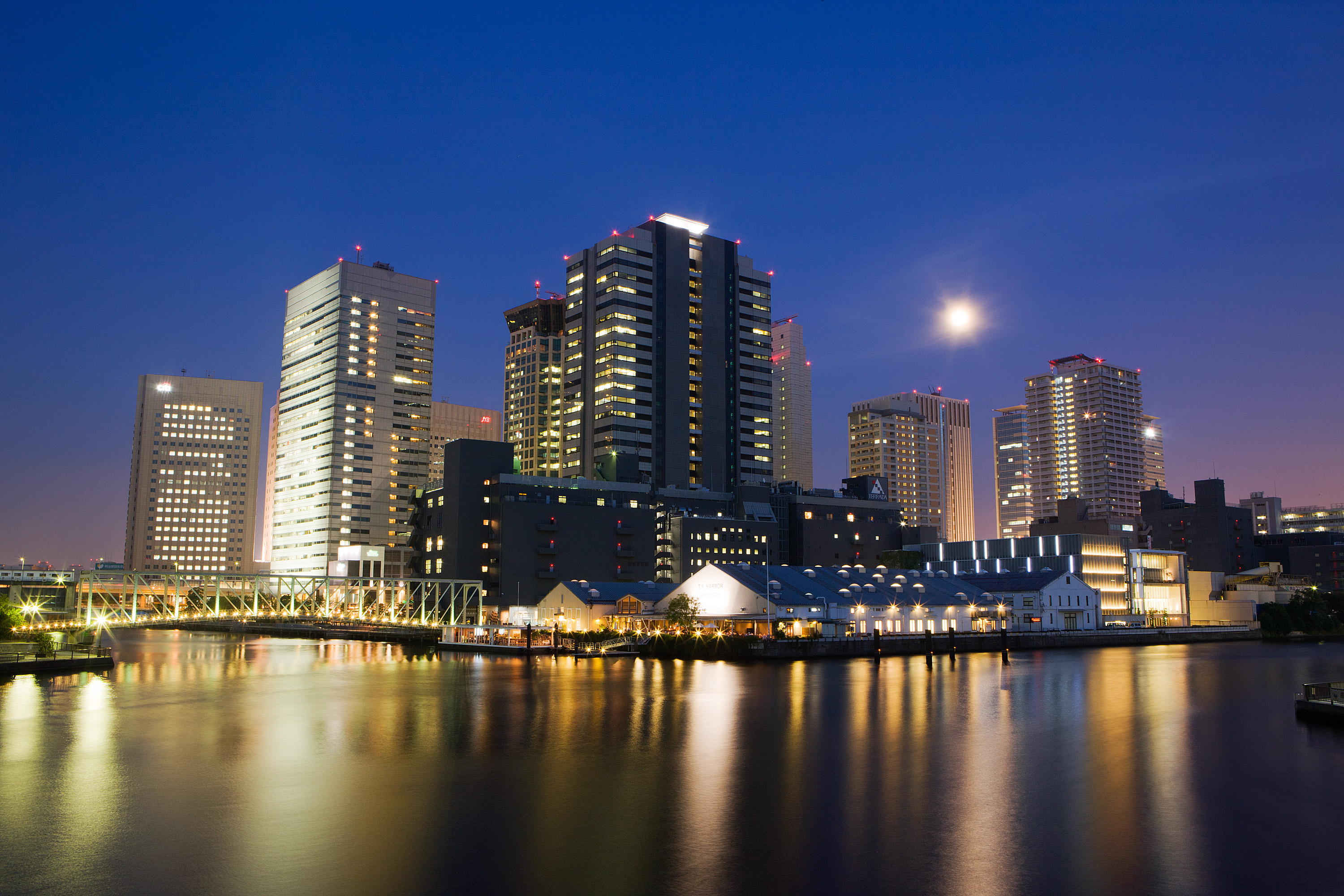
位於東京的天王洲島及品川區臨海地區成為本部作品的最終戰役場景。

二世在與戴斯特洛伊亞的集合體展開一場大戰，隨著二世成功打敗了集合體，並與抵達東京的哥吉拉相遇；不料戴斯特洛伊亞卻進化成為更強大的完全體，並在哥吉拉面前將二世摔成重傷，並在有明競技場上使用微氧束對其進行爆炸，當場殺死了二世。哥吉拉設法趕走了他的對手，並試圖復活二世，但沒有成功。哥吉拉因此流下痛心的眼淚，在體溫臨近融爆時，毅然和戴斯特洛伊亞進行戰鬥。但由於戴斯特洛伊亞擁有吸收對手能量再生的能力，哥吉拉因此陷入苦戰；隨著哥吉拉的爐心溫度突破了攝氏1180度，背後的骨板開始融化，他從口中吐出威力無法估計的「超越熱線」攻擊戴斯特洛伊亞，招架不住的戴斯特洛伊亞則往空中逃竄，此時自衛隊部署的冷凍裝甲車與Super X III以超低溫武器朝向戴斯特洛伊亞發動攻擊，戴斯特洛伊亞最終承受不住極高溫與極低溫的夾擊，因而墜地斃命。
此時，哥吉拉的爐心溫度達到攝氏1200度，毀滅性大爆炸終於要發生了，Super X III與冷凍裝甲車即時冷凍武器全力攻擊哥吉拉，盡量降低哥吉拉爆炸帶來的災變損失，但僅見哥吉拉的皮肉片片碎落，巨大的身軀在高熱中逐漸融化而消失，即使以冷凍武器做了抑制，但是整個東京恐怕還是會因核辐射導致無法居住；就在此時，現場原本超標的背景輻射突然水平下降，在一片沉重的霧霾中，又出現了熟悉的吼聲與雄偉的身影。
二世在吸收了哥吉拉的輻射後得以復活，並宣示著怪獸之王將永恆不滅。

## 登場怪獸
- 哥吉拉
- 戴斯特洛伊亞(港譯: 狄斯亞或毀滅魔獸，臺灣戲院上映時譯為世紀終結者或核能大恐龍)
- 哥吉拉二世(台譯：力多爾)

## 登場角色
伊集院研作（いじゅういん けんさく）
飾演者：辰巳琢郎
本作品的主人公。國立物理化學研究所的物理學家，36歲。在氧研究的過程中，偶然發現並發明了微氧氣，因此受到國際物理學獎的關注。他對芹澤博士深感崇敬，並認為40年前由於氧氣破壞而變得無氧的東京灣岸地區的地質，可能成為解開先寒武紀謎團的線索。在進行隧道工程事故調查時，他暗中帶回了現場的土壤。雖然有人擔心他的行動可能導致「惡魔的發明」的重演，但他本人尊重芹澤的志向，並表達了對於「在現代能源情況下，甚至可能迫使連惡魔的手也是必要的」的苦腦。從中盤開始，他不僅救出了被戴斯特洛伊亞襲擊的優香里，還提出使用冷凍武器對抗哥吉拉的融毀以及擊退戴斯特洛伊亞等計畫，展現了不僅僅是肩頭職責所能涵蓋的活躍範疇。
負責編劇的大森一樹感到他之前遠離的《哥斯拉vs機械哥斯拉》和《哥吉拉vs太空哥吉拉》的世界觀離現實過遠，因此創作了伊集院的角色，將世界觀還原到更接近現實水平。飾演伊集院的辰巳從準備階段就提出對角色的意見，最初劇本中角色並沒有突出的地方，但後來增加了救援優香里的情節以及搭乘直升機的場景等。為了停止特種部隊的火器攻擊，他與一名警官進行的對話是對第一部作品《哥斯拉》中的山根博士的致敬。服裝從形象上看是簡潔正統的學術風格，辰巳解釋說伊集院對時尚不太在意，因為他經常穿同一件上衣。
山根優香里（やまね ゆかり）
飾演者：石野陽子
JBS的新聞主播。28歲，他的父親是在40年因初代哥吉拉的襲擊而失去了母親和兄弟，並在大戶島被山根家收養的少年新吉。它具有直接、毫不保留的性格，這讓他對在自己的節目中客串的伊集院感到不悅。然而，在惠美子的請求下與伊集院建立了聯繫。起初他對伊集院對微氧氣的樂觀態度感到反感，但隨著對他真誠內在的了解，則逐漸改變了對方的態度，在直播中，她經歷了臨海副都心中戴斯特洛伊亞幼體和特種部隊的激烈戰鬥，並遭到戴斯特洛伊亞的幼體襲擊，但及時伊集院救了出來。之後，她繼續在臨海副都心和新聞直升機中進行現場報導，與伊集院一起救出了被遺留在戰場上的未希和芽留。她的座駕是一輛鈴木Escudo。
最初的設定中，優香里和健吉並非兄妹，而是分開登場的，但在山根家庭的背景加入後，設定改為姐弟。飾演這一角色的石野陽子表示，在讀稿的場景中，由於主播這個角色，她不能表現出情感，而且在日常生活中她不習慣的用語也很多，這對她來說是一個挑戰。她還提到即使在其他台詞中，她也經常在是以主播的身份說話，還是以優香里的心情說話之間猶豫不決。
山根健吉（やまね けんきち）
飾演者：林泰文
優香里的弟弟。當就讀於東都大學應用物理學的大學生。22歲。雖然是一位以研究哥斯拉為興趣的年輕人，但由於他關於哥斯拉異常的畢業論文被批評為「不認真」，因而留級。他將論文寄送到美國的G峰會而引起馬文博士的注意，國友向他提出擔任觀察員協助請求。一開始他堅持「研究只是我的興趣」，但實際上是未希的超級粉絲，在得知她參與此次調查後則立即改變立場而加入G峰會，展現其追星的一面。在與未希見面後，他推測失蹤的小哥吉拉已經死亡，並與她交換意見。在面臨全球危機的同時，他呼籲只有讓哥斯拉與戴斯特洛伊亞對戰才能阻止哥吉拉的熔毀。
導演大河原孝夫將健吉的形象描述為「現代的年輕人」，而林泰文則將其解釋為外表不重要，而是以開朗的態度和轉換思維的迅速性為特點。大部分服裝都使用了林的私服。
在劇本中，健吉的住所是公寓，但大河原認為這樣太無聊，於是通過讓他住在老舊的公寓中，突顯了留級生活的感覺。大森一樹將健吉定位為代表自哥吉拉誕生以來出生的新生代，除了將哥斯拉視為核能的象徵之外，還將其視為一個出生即受惠於核能的世代，提倡科學進步，支持氧氣毀滅者的有效利用等，這使科學家對人類的智慧充滿期望成為本作的主題[39]。另一方面，大河原表示他曾對健吉回答與伊集院相同的對話感到抵觸，並在與惠美子的對話中通過不明確地表示將使用氧氣毀滅者，以此表現健吉的猶豫。
三枝未希
飾演者：小高惠美
平成系列的主要角色。超能力者，在前作的故事之後，他依然擔任G對策中心・超能力中心的主任，24歲。在這一年，他一直在監視巴斯島上的哥吉拉和小哥吉拉，因此她是最早得知巴斯島消失的事實的人之一。在這部作品中，她利用超能力進行對小哥吉拉的搜索，但未能找到，甚至一度懷疑自己的能力是否下降。在與芽留的對話中，她坦露了自己的內心感受。儘管不情願，她與芽留一起用心靈感應引導小哥吉拉，並在最終目睹了哥吉拉的最後時刻。
飾演未希的小高惠美表示，由於之前每次導演或編劇變更時，未希的角色也會微妙地有所不同，因此有時會感到困惑。但她對這部作品從起始的《哥吉拉vs碧奧蘭蒂》到完結均由大森所編劇感到高興。雖然在設定中未希比健吉年長，但實際年齡上小高比林要年長，因此小高在飾演未希時，表示她努力避免意識到她比自己的年輕夥伴更年長。
在前作中，未希和G force成員・新城功二之間的愛情故事有所描述，但在這部作品中未提及。小高表示她沒有意識到他們之間有繼續的關係，並且這一點並未在她的演技中體現。
小澤芽留（おざわ める）
飾演者：大澤沙也加
與未希擁有相同超能力的角色。G峰會・美國情報官。20歲，在美國ESP研究所接受能力開發培訓後，參與了恐龍化石的發掘和哥斯拉調查團隊等活動，最終加入了G峰會。與未希一樣，基本上她關心哥吉拉和小哥吉拉，但她也展現了理性主義者和冷靜的一面，提議利用小哥吉拉作為誘餌避免哥吉拉的熔毀，從而拯救整個地球。
與未希相比，她對自己的超能力感到不悅，並且贊同健吉的意見。隨著系列結束，飾演未希的小高也將畢業，因此她成為一個新創造的角色，成為未希的替代品。大森表示，在編寫劇本時，他並沒有真正考慮到系列會結束，並且他原本打算讓她在下一部作品中再次登場。髮型是大河原的要求，以根部細微的波浪呈現。飾演者大澤表示，通過改變髮型，她感覺到自己變成了新的自己，並且感覺變得更加野性。此外，大澤表示，在塑造角色時，她受到了大河原的注意，以免受到未希的引導而同化。
有一些書籍等提到，她是否是在『哥斯拉vs機械哥斯拉』中出現的心靈發展中心的女性職員，但在正篇中，她與未希之間似乎沒有面識，並透露了自己過去的經歷。
速見惣一郎（はやみ そういちろう）
飾演者：村田雄浩
電視台導演。45歲。山根的同事。他在故事的開頭登場，將恵美子通知危險的微氧氣的信息傳達給山根。
南條（なんじょう）
飾演者：斉藤暁
電視台攝影師。是山根的同事，與山根一同直播了怪獸的激戰。
上田（うえだ）
飾演者：平泉成
飾演者：
內閣調查室主任。G峰會的成員之一。
岡崎（おかざき）
飾演者：藤巻潤
陸上自衛隊陸佐。隸屬於特殊武器科部隊。
村田（むらた）
飾演者：小野武彦
陸上自衛隊陸佐。隸屬於化學科部隊。他參與了在清潔中心對抗擊退戴斯特洛伊亞的臨時指揮部。
田山孝夫（たやま たかお）
飾演者：上田耕一
品川水族館的警衛，在深夜的警備中遇到了戴斯特洛伊亞的微小體溶解展示用魚的場景，尖叫著「水在吃魚！」。隔天，他帶著冰袋參與了伊集院等人驗證監視攝像頭影像的場面。飾演者上田耕一在前兩部作品中扮演G-Force的佐兵藤巖的角色，但在本作中以新名字扮演一個不同的角色。在拍攝期間，他的名字還沒有確定，上田在一次專訪中甚至被問到「（G-Force的兵藤）是不是因為機械哥吉拉的失敗而被開除了？」。
黑木翔（くろき しょう）}}
飾演者：高嶋政宏
防衛廳特殊戰略作戰室室長、特佐。32歲。由於對於有核爆炸和熔毀危險的哥斯拉，SUPER-XIII的出動已經被確定，因此他親自擔任指揮官並搭乘[34]，再次在六年後執行對哥吉拉的攻擊指揮。
山根惠美子（やまね えみこ）
飾演者：河内桃子
1954年電影《哥吉拉》的女主角，山根恭平博士（已故）的女兒，山根姐弟的姑姑。62歲。他在前半部分登場，對健吉提出使用氧氣破壞裝置來救援哥吉拉的核爆炸，並阻止全球危機的提議表示反對。她並沒有和第一部電影中的戀人尾形秀人未結婚，現為單身。
雖然在劇中並未提及她為何單身，但河內表示：「恵美子因為受到了芹澤博士以命為代價守護氧氣破壞裝置的秘密，並受到芹澤博士的死亡的打擊，因此在沒有結婚的情況下，與父親一起種花度過了靜謐的生活。」大森則認為尾形和惠美子結婚是不必要改變原作的一部分，因此決定不涉及這一點，並選擇引入被山根夫婦收養的新吉作為衍伸。
在影片中的和服造型是由大河原提議的，河內表示是這受到西洋風格的服裝在洋館的形象啟發。
麻生孝昭（あそう たかあき）
飾演者：中尾彬
G force司令官，大佐。47歳。在本作中，由於對抗哥吉拉的主要行動轉交給了自衛隊，因此他沒有直接參與戰鬥指揮，而是留在情報分析和災害應對等方面。儘管如此，他對抗哥吉拉的熱情依然不減。與前兩部電影中強硬的態度不同，他在戰鬥區域率先指示救援未希和芽留等行動，展現了豐富的人文一面。
後藤（ごとう）
飾演者：神山繁
陸上自衛隊陸將。指揮在臨海副都心・清潔中心集結的冷凍激光坦克部隊，投入對抗破壞者的行動。演員神山繁表示在東寶電影中經常飾演海軍的角色，雖然只有短暫的露面，但在本作品中飾演陸自將校這個角色對他來說印象深刻。
國友滿（くにとも みつる）
飾演者：篠田三郎
聯合國G對策中心主任、G峰會委員會長官。54歲。對於持有有趣意見的人，即使是平民，也具有將其招入對抗哥吉拉的團隊的靈活性。在向健吉請求協助時，他甚至親自前往對方家中。雖然一開始對健吉提出在東京市中心讓哥斯拉和破壞者對戰的提案持反對態度，但在考慮到全球的危機後同意了。

## 演員
- 伊集院研作：辰巳琢郎（日语：辰巳琢郎）
- 山根優香里：石野陽子
- 山根健吉：林泰文（日语：林泰文）
- 三枝未希：小高惠美
- 小澤芽留：大澤沙也加（日语：大沢さやか）
- 速水：村田雄浩（日语：村田雄浩）
- 南條：斉藤暁（日语：斉藤暁）
- 上田內閣調査室長：平泉成
- 岡崎陸佐：藤巻潤（日语：藤巻潤）
- 村田陸佐：小野武彦（日语：小野武彦）
- 田山孝夫：上田耕一（日语：上田耕一）
- 中村：二瓶鮫一（日语：二瓶鮫一）
- 野村：荻原賢三（日语：荻原賢三）
- 有明海底隧道現場主任：菅原大吉（日语：菅原大吉）
- 有明海底隧道現場班長：中沢青六（日语：中沢青六）
- SUPER-XIII駕駛員：青島健介（日语：青島健介）
- SUPER-XIII導航員：川崎博司
- G Force司令室要員：鳥木元博（日语：鳥木元博）、桜井勝（日语：桜井勝）、細野哲弘（日语：細野哲弘）
- 馬文教授：羅納德·海爾
- KA1079機長：約翰·加洛克
- KA1079副機長：方洛奇
- 啟德機場管制官：張紹興
- 放射能科學者：岡田和子（日语：岡田和子）
- 國家公安委員：小寺大介（日语：小寺大介）
- 科学技術廳原子力局長：秋元榮治郎
- 防衛局長：坂井義雄
- 防衛廳職員：名倉得二
- 國土廳防災局長：笠原鐵郎
- 環境廳大気保全局長：井上千恵子
- 地球環境学者：久邦彦（日语：ヒサクニヒコ）
- JSB電視廣告：脇浜紀子（日语：脇浜紀子）
- 伊集院研究室助手：村上順子（日语：村上順子）、結城豊弘（日语：結城豊弘）
- 衛星通信情報中心所員：雪萊·史維利（日语：シェリー・スゥエニー）
- 記者：三井三太郎（日语：三井三太郎）、植村奈緒美（日语：植村なおみ）
- 警察責任者：菅野達也
- 警官：佐藤太三夫（日语：佐藤太三夫）
- 品川水族館職員：木下徳和
- G Force通信士：安食剛
- 警官：江連健司（日语：江連健司）
- 特殊部隊隊員：森岡隆見（日语：森岡隆見）、清水進一、高市好幸、遠藤晃生、鎌田栄治、小田島隆、増島剛之、辻井啓嗣（日语：辻井啓嗣）、中村美睦、小林靖永、中川弘（日语：中川弘）、石川秀昭、藤田亮、木下隆康、吾妻丈、河合伸之、狩野宗城、梶田圭介、中川雄介、越智賢治
- 臨時司令部隊員：二反田雅澄（日语：二反田雅澄）
- G Force隊員（冷凍雷射車隊長）：石川實（日语：石川實）
- 黑木特佐：高嶋政宏
- 山根惠美子：河内桃子
- 麻生孝昭：中尾彬（日语：中尾彬）
- 後藤陸将：神山繁（日语：神山繁）
- 國友滿：篠田三郎

## 製作人員
- 監製：田中友幸、富山省吾
- 導演：大河原孝夫（日语：大河原孝夫）
- 特技導演：川北紘一
- 編劇：大森一樹
- 音樂監督：伊福部昭
- 攝影：關口芳則（日语：関口芳則）
- 燈光：望月英樹（日语：望月英樹）
- 美術：鈴木儀雄（日语：鈴木儀雄）
- 錄音：宮內一男（日语：宮內一男）
- 音響效果：佐佐木英世（東洋音響）、淺梨直子（日语：浅梨なおこ）
- 編輯：長田千鶴子
- 助導演：三好邦夫（日语：三好邦夫）
- 武術：宇仁貫三（日语：宇仁貫三）
- 製作負責人：前田光治
- 聯合製片人：鈴木律子
- 特殊技術
  - 攝影：江口憲一（日语：江口憲一）、大根田俊光（日语：大根田俊光）
  - 美術：大澤哲三（日语：大澤哲三）
  - 燈光：齊藤薫
  - 特殊效果：渡邊忠昭
  - 造型：小林知己（日语：小林知己）、若狭新一（日语：若狭新一）
  - 操演：三橋和夫
  - 助導演 - 鈴木健二
  - 製作負責人：篠田啟助、小島太郎
- 哥吉拉：薩摩劍八郎
- 戴斯特洛伊亞II：播谷亮
- 戴斯特洛伊亞：柳田英一
- 哥吉拉二世：破李拳竜（日语：破李拳竜）
- 協力：防衛廳、東京都港灣局、東海大學情報技術中心
- 贊助：Apple Computer、上毛航空（日语：上毛航空）、Catena（日语：システナ）、TabiX Japan、索尼
- 製作協力：東宝映像美術（日语：東宝映像美術）、東寶聲音創意工作室、東寶音樂、東京現像所（日语：東京現像所）、東寶工作室（日语：東宝スタジオ）
- 發行：東寶株式會社

## 製作

### 前期製作
由於三星影業所製作的好萊塢電影《酷斯拉》製作遭到推遲，但由於該電影預計於1997年上映，因此本作被視為平成哥斯拉系列的最終作品開始進行製作}，最初的臨時標題是《哥吉拉之死》（ゴジラ死す），特攝指導川北紘一打破了之前的《哥斯拉 VS ○○》的命名方式，打算體現這部作品是哥吉拉系列的最終作品。對於將故事設定為讓哥斯拉死去的事情，川北解釋道「由於對抗的故事屢次發生，製作戲劇變得困難，因此他考慮在故事中建立哥吉拉這一強大角色與人類之間密切的戲劇」。由於SUPER-X武器與哥吉拉的戰鬥也會使人類的戲劇無法介入，因此他意圖讓故事回歸到科幻電影的原點，並將人類的智慧納入其中。
製片人富山省吾提出了本作品的初期情節構想《哥吉拉VS哥吉拉》（ゴジラVSゴジラ），該企劃由大森一樹編寫，故事的初稿中，初代哥吉拉的生物能量以類似幽靈的「幽靈哥吉拉」的形式出現，並與哥吉拉戰鬥，最終哥吉拉遭到擊敗而死亡，但幽靈哥吉拉最後卻被哥吉拉二世所擊敗。這種無實體怪獸的呈現方式被列為是本作的備選方案。然而，由於前作的太空哥吉拉和前前作的機械哥吉拉以及各種版本的哥吉拉相繼出現，而且無實體的存在可能難以引起觀眾的共鳴，因此在最終被拒絕。此外，川北還提到這在視覺上也有許多困難之處。
「哥吉拉的融化」和新怪獸「巴爾巴羅伊」（バルバロイ，名稱後改為戴斯特洛伊亞）的企劃，由川北組的助理導演岡秀樹負責。在川北的團隊中，由於幽靈哥吉拉的概念被否決，因此他們決定著重於「讓哥吉拉之死」並創建了一個新情節，將唯一能夠埋葬哥吉拉的武器「氧氣破壞裝置」與不死的最強生物·戴斯特洛伊亞進行對抗。製片人田中友幸反對讓哥斯拉死去，但在考慮讓哥吉拉再次復活的前提下，「哥吉拉之死」的企劃獲得了認可。在當時的小冊子開頭，田中的致詞中寫道：「哥吉拉將再次回到大螢幕上」這句話。在訪談中，川北還透露他曾考慮在《哥吉拉vs太空哥吉拉》中讓哥吉拉死去。在書籍《哥斯拉·天》中，評論指出，當年上映的《卡美拉 大怪獸空中決戰》的熱潮也對這部電影產生了影響，但富山表示他並沒有認為《大怪獸空中決戰》是競爭對手，他認為各自的製作人應該發揮各自的趣味，讓觀眾感到高興，並且沒有必要否定之前所做的事情。
在考慮幽靈哥斯拉時，曾考慮讓安基拉斯以客串怪獸的身份出現，並且已經繪製了設計圖。此外，戴斯特洛伊亞的名字仍為巴爾巴羅伊時，考慮過安為該怪獸設計一種與吉拉斯型的樣貌相似的型態。此外，在《vs巴爾巴羅伊》的早期企劃中，Super-XIII隸屬於G-Force，並冠以「轟天號」的名稱，麻生司令也參與了出擊。此外作為人類的最終武器：「新・水中氧氣破壞裝置」（ネオ・オキシジェン・デストロイヤー）也將出現在電影中。
自從《哥斯拉vs碧奧蘭蒂》到《哥斯拉vs摩斯拉》的導演和編劇參與之後，大森雖然在此之後沒有參與這個系列，但他表示只要還有可以描繪的事情，他就會參與。這一次，他被川北和導演大河原孝夫說服贊同參與描繪哥吉拉的死亡。富山表示，若是描繪哥斯拉的死亡時，最了解哥吉拉的工作人員最適合這個工作，而且還有意圖使之成為與《哥吉拉vs摩斯拉》相同的最大的對戰系列中的一部分。情節的討論是通過FAX在大森在國外期間進行的。大森表示，由於在寫作期間經歷了阪神淡路大地震，因此他提出了冷凍激光用於滅火的構思。
作為對於第1作的回歸原點，人類方面的組織不再是「G-Force」，而是以自衛隊為中心。因為G-Force是在大森離開這個系列的時期首次登場的組織，所以大森最初計劃只涉及自衛隊，但因在《哥吉拉vs機械哥吉拉》首次引入G-Force的大河原的提議下，因此G-Force最終也加入了電影，由於阪神大地震對神戶市造成了巨大的損害，因此在製作破壞城市的電影時，本片的製作也受到了懷疑，但富山表示，考慮到將哥吉拉作為新年電影提供給觀眾會帶來正面影響 因此決定繼續製作。在準備稿階段，最後的戰鬥是在當時仍在建設中的世界都市博覧會進行，該展覽會後來遭到取消而更改地點。據田中表示，在宣布哥吉拉的死亡後，一些熱情的粉絲發出了請求要求不要殺死哥吉拉的呼聲。
在特報中，以『哥吉拉7』作為暫定標題宣布。

### 選角
伊集院一角的扮演者辰巳琢郎被選用是因為他給人聰明的演員形象，辰巳在此前曾在大森執導的電影《大失戀。》中出演，大森認為他適合繼任第一部中芹澤博士的平田昭彥的角色，因此推薦了辰巳。飾演優香里的石野陽子，儘管當時她被普遍認為是綜藝節目的藝人，但大河原在看到石野的表演後感到她的演技很紮實，因此推薦了石野。健吉的角色由林泰文飾演，因為電影《明日》的拍攝結束，可以靈活安排日程，所以應大河原的要求而被選用。
山根惠美子的角色仍由河内桃子扮演，河內對出演的請求感到驚訝，但在閱讀劇本後對核廢料是主題的設定產生共鳴，並決定接受出演。富山表示，由於河內的出演是作品不可或缺的一部分，因此在早期籌備階段時就進行了出演談判。
黑木在《哥吉拉vs戴斯特洛伊亞》中由高島政伸扮演，儘管他也表達了在這部作品中出演的願望，但由於時間安排的原因，最終由在《哥吉拉vs機械哥斯拉》中飾演主角青木一馬的實際兄弟高嶋政宏替代出演。據林泰文透露，由於政宏過去曾參與系列作品，因此是否使政宏回歸出演青木一馬的聲音也有所提出。
國友的角色最初由細川俊之扮演，但在開機後因急病而中途離任，由篠田三郎接替。使用細川出演片段的預告片也存在。 據林泰文透露，國友訪問健吉房間的場景在細川退出前就已拍攝完成，因此在換成篠田後則重新佈置場景進行重拍。大河原表示，情況雖然嚴峻，但由於篠田樂意接受，這次的重新拍攝只花了大約6天的時間。

### 攝影

香港被選定為本部作品開場的重要場景。

作為對系列第一部作品《哥吉拉》的致敬，除了山根惠美子和氧氣破壞裝置的再次登場之外，還有一些共通的元素。例如，在開場中有一個在海上奔跑的鏡頭，當戴斯特洛伊亞出現在臨海副都心時，伊集院被警察告知「我們無法保證生命安全，所以無法允許您通行！」等橋段。此外，山根博士的書齋是根據第一部作品的場景為參考進行再現，但由於當時的圖紙等資料已經不存在，因此書齋是根據影像假設進行製作的。在書齋中陳列的劍龍骨架模型也是根據當時的靜止畫參考重新製作的。預告片中，有部分影片是將第一部影片進行數位處理並著色。
戴斯特洛伊亞的幼體和人類的戰鬥場面，被呈現成類似恐怖電影的恐怖影像，這在該系列直到這一部作品之前是罕見的。特別是在戰鬥場面中，可以看到受到《異形2》和《侏羅紀公園》等電影的影響。優香里被幼體襲擊的場景最初並未出現在劇本中，而是由導演大河原加入的，他對於女主角在危機中沒有陷入困境，而無法推展電影故事的問題表示懷疑。人類和戴斯特洛伊亞的戰鬥場面花了20天拍攝，其中優香里的場景占了4天。該次的拍攝地點包括電訊中心，但由於時間限制，並非所有場景都在實地拍攝。為了解決這個問題，劇組團隊填海地建造了8棟兩層的營房模擬一個建築工地，並將其中一部分帶到了拍攝現場。建築內的拍攝使用了多個建築，包括东京工科大学和橫濱新聞舞台。
本作也首次在香港進行系列的海外拍攝。然而，哥吉拉的出現都是通過合成技術創建的。製片人富山對於哥斯拉在海外登陸展開持謹慎意見，但特技指導川北自未製作的企劃《微型超級戰鬥 哥斯拉vs.吉加莫斯》（1991年）以來，就開始考慮海外登陸的情景，最終在堅持後才以實現在香港登陸的畫面，其取景鏡頭中也出現了啟德機場、彌敦道、中環中心、珍寶海鮮舫等當時的香港地標。

### 特攝
特攝團隊於6月18日至22日在香港開始外景拍攝，並在經過長期的臨時露天佈景、內景、合成剪輯和細節的拍攝後，於10月5日上午完成製作。川北最初構想一個全身發光的哥吉拉，並在一個哥吉拉戰衣上塗上了發光漆和反光膠帶，然而這被認為看起來太不自然。最終的完成品是在先前用於《哥吉拉vs.太空哥吉拉》的套裝，在胸部、腹部、左右大腿部都嵌入了組裝電燈泡的聚苯型材，背鰭部分也嵌入大量的燈泡。總數達860個，使得套裝內部的溫度比以前更高，重量超過100公斤。此外，也設置了二氧化碳氣體注入裝置來產生蒸氣，這款套裝對套裝演員薩摩劍八郎的表演造成困難，因為供電燈泡的電纜給戰衣增加額外的重量，而服裝散發的二氧化碳氣體差點使他窒息了四次，所以他必須時刻帶著氧氣罐。
為了哥吉拉與Super-X III對峙的場景，使用了先前用於《哥吉拉vs.機械哥吉拉II》的現在可以被拋棄的戰衣，因為預測到它將因該場景中使用的液態氮而遭受無法修復的損害。東寶影業的大型水池用於特技攝影，例如海上場景等，但在1995年開始進行了縮小規模的調整。特技指導川北表示，雖然減小了面積，使得設備的安裝變得更容易，但失去了以前動態擴張。
哥吉拉二世和戴斯特洛伊亞也是透過傳統的套裝技術來呈現，儘管由於二世的戰衣幾乎與主要的哥吉拉戰衣一樣大，因此在二世與父親互動的場景中，使用了一個小型動力道具，以便進行正確的比例。 在自衛隊轟炸戴斯特洛伊亞未完全體的場景中，生物是用萬代動作人偶製作的。與往年的作品相比，川北在本作更多使用了CG動畫，用於在Super-X III凍結哥吉拉、顯示直升機的鏡頭、顯示哥吉拉融毀結果的電腦示意圖，以及哥吉拉的死亡。

### 音樂
本作是伊福部昭自1993年《哥吉拉vs機械哥吉拉》以來的再次參與系列。當他接到本作委託時，最初打算像前作一樣拒絕，但由於本作品以哥吉拉的死亡為主題，且與第一部作品有深刻的聯繫，因此他最終接下了這部作品的音樂製作。
在主題曲中，伊福部對傳統的哥斯拉主題進行了改編，將前半部分定為哥吉拉的主題，後半部分定為戴斯特洛伊亞的主題，以呈現兩者之間的對決。伊福部表示，由於標題的影像變化迅速，他很難確定在哪裡應該加入音樂。戴斯特洛伊亞的主題中，他使用十二音技法的旋律，並插入了無視調性的和聲。根據形態的變化，曲目的樂器編排也發生變化，甚至在水族館的場景中也融入了主題的弱音。
哥斯拉二世的主題延續了《哥吉拉vs機械哥吉拉》中哥吉拉寶寶的主題。在二世出現的最後一幕中，伊福部主張既不加入音樂也不加入咆哮聲，雖然他事先為這一場景準備了音樂，但在討論後最終僅加入咆哮聲。
在伊集院和優香里用餐的場景中，使用了蕭邦的第二號小夜曲。選曲是由音樂製作人岩瀬政雄負責的，但伊福部通過在這一場景中使用現成的樂曲表達，戀愛元素並不是本作品的主軸。在哥斯拉融毀的場景中，他強調了人類的聲音，而不僅僅是悲傷哥吉拉的死，強調人文主義等觀點。在後半部分，他刻意消除現實音效，以給觀眾留下反思的時間。結局是將哥吉拉的主題曲與金剛的主題曲結合在一起，使其構成類似《SF交響幻想曲》的結構，但最終還是回歸哥吉拉的主題。最後加入鐵琴音樂的目的是營造宗教的意象，但由於與哥斯拉的咆哮聲重疊，因此變得難以理解。

## 發行

### 商品
基於該電影的多個電子遊戲於1995年由世嘉發行。《哥吉拉：怪獸大進擊》適用於世嘉Game Gear，而《哥吉拉：心跳的怪獸島》適用於Kids Computer PICO，以及《哥吉拉：列島震撼》適用於世嘉土星。
《列島震撼》因成為第五世代遊戲機上第一個即时战术游戏而聞名，比《戰錘：角鼓鼠的陰影》的PlayStation移植版提前了11個月。它也是該系統唯一的實時戰術視頻遊戲，因為《辛迪加戰爭》的世嘉Saturn版本於1997年3月被取消，牛蛙制作的轉換主管史蒂夫·梅特卡夫（Steve Metcalf）解釋稱Saturn市場規模不足以支付開發成本。

### 家庭媒體
這部電影於2000年2月1日由三星影業在北美發行DVD，與《哥吉拉vs太空哥吉拉》一同發售。它於2014年5月6日由索尼在「東寶哥吉拉系列」中發行藍光光碟，與《哥吉拉×美加基拉斯 G消滅作戰》一同推出。

## 迴響

### 票房
《哥吉拉vs戴斯特洛伊亞》於1995年12月9日在日本上映，最終在日本售出約400萬張門票，總票房達到35億日元（約4.2億美元）。在配给收入上獲得了20億日元（約1,800萬美元），成為1996年日本國內電影票房發行收入第一名，總體排名僅次於《龍捲風》、《火線追緝令》和《不可能的任務》。

### 批判性評價
《哥吉拉vs戴斯特洛伊亞》在評論界和粉絲中獲得了極為正面的反響。在爛番茄上，根據6篇評論，該片是評分最高的哥吉拉電影之一，獲得了100%的好評度。爛番茄將該片排名在所有哥吉拉系列電影中的第六位。
東寶王國（Toho Kingdom）表示：「以優雅的風格、強大的情節、出色的效果和可信的表演，這部作品絕對優於所有三個時期的經典之一，其對該系列的影響僅受到少數競爭對手的挑戰。」Monster Zero的麥可休伯特（Michael Hubert）讚揚了「壯觀的怪獸戰鬥」，並補充說：「即使對於非哥吉拉粉絲來說，這部電影可能有助於消除一些你對哥吉拉的『俗套元素』先入為主觀的概念。」Japan Hero稱該片為「藝術之作」和「任何熱愛哥吉拉的人必看的作品」，它包含「適合所有人的作品」。
Stomp Kaiju給這部電影打了4分（滿分5分），表示「這是哥吉拉系列迄今為止最大規模的製作之一。全新的Super-X III的外觀充滿隱形轟炸機的風格，是一個很好的設定補充，而從《哥吉拉vs碧奧蘭蒂》中回歸的黑木特佐作為其飛行員更是一個不錯的點綴，很高興看到一家公司以對其歷史和知識的尊重來處理受到數百萬人喜愛的作品。」Alternate Ending的提姆·布雷頓（Tim Brayton）稱其為「一部具有特殊宏偉和嚴肅感的哥吉拉電影」，表示這是平成時代最佳的哥吉拉電影：「在視覺上強大，著重於龐大的手勢和情感，這在這個系列中比一些最近的續集嘗試以人為尺度的敘事更加出色。」
American Kaiju的麥克·博格（Mike Bogue）認為這部電影存在「一些視覺上的弱點」和「令人失望的剪輯」，但「視覺上的積極超過了消極」，並讚揚電影將哥吉拉視為和1954年原版哥吉拉一樣令人敬畏、威嚴和可怕的存在。 DVD Talk給予了一個複雜的評價，表示「儘管《哥吉拉vs戴斯特洛伊亞》受益於擁有真實而有深度的故事情節，並保持了與之前哥吉拉作品的一些連貫性（一直延續到最早的電影），但其沉重的節奏、單薄的角色和老套的特效似乎成為一本指南，告訴好萊塢在接手這個系列時應該要避免的錯誤。」

## 獎項
| 年份   | 獎項                 | 類別                | 入圍                                           | 結果 |
| ------ | -------------------- | ------------------- | ---------------------------------------------- | ---- |
| 1996年 | 第19屆日本電影學院獎 | 音效特別獎          | 哥吉拉vs戴斯特洛伊亞                           | 獲獎 |
| 1996年 | 第19屆日本電影學院獎 | 最佳剪輯            | 長田千鶴子                                     | 提名 |
| 1996年 | 第19屆日本電影學院獎 | 最佳音效            | 宮內一夫                                       | 提名 |
| 2015年 | 第41屆土星獎         | 最佳DVD或藍光收藏獎 | 哥吉拉vs戴斯特洛伊亞（東寶哥吉拉系列的一部分） | 提名 |

### 書籍
- . てれびくんデラックス愛蔵版. 構成 間宮尚彦. 小學館. 1996-01-01. ISBN 978-4-09-101450-4.
- てれびくん（日语：てれびくん）デラックス愛蔵版（小學館）
  - . てれびくんデラックス 愛蔵版. 構成・執筆 間宮“TAKI”尚彦. 小学館. 2000-01-01. ISBN 4-09-101470-4.
- 東宝SF特撮映画シリーズ（東宝出版事業室）
  - . 東宝SF特撮映画シリーズVOL.10. 東宝. 1996-01-26. ISBN 4-924609-60-9.
  - . 東宝SF特撮映画シリーズ SPECIAL EDITION. 東宝 出版・商品事業室. 1999-12-11.
  - . 東宝SF特撮映画シリーズ SPECIAL EDITION. 東宝. 2005-01-25. ISBN 4-924609-89-7.
- スタジオ・ハード. . MediaWorks. 1995. ISBN 9784073026983.
- 『幻想映画美術体系 大ゴジラ図鑑』（ホビージャパン）
  - . [監修] 西村祐次、[構成] ヤマダマサミ. ホビージャパン. 1995-12-15. ISBN 4-89425-117-5.
- . GAKKEN GRAPHIC BOOKS. 学研. 1996. ISBN 4054006574.
- . 朝日ソノラマ（日语：朝日ソノラマ）. 1996-01-10.
- スタジオ・ハード. . メディアワークス. 1995. ISBN 4073026984.
- . 集英社文庫. 企画・構成 冠木新市. 集英社. 1998-07-15 [1993-11]. ISBN 4-08-748815-2.
- 坂井由人; 秋田英夫. . ムックセレクト635. KKロングセラーズ. 1998-07-25. ISBN 4-8454-0592-X.
- キネ旬ムック（電影旬報）
  - . キネマ旬報社. 1998. ISBN 4-87376-503-X.
  - . キネ旬ムック. キネマ旬報社. 2000-12-16. ISBN 4-87376-558-7.
- 西川伸司（日语：西川伸司）. . KCデラックス. 講談社. 1999. ISBN 4-06-334265-4.
- . SEIBIDO MOOK. 特別監修 川北紘一. 成美堂出版（日语：成美堂出版）. 1999-02-20. ISBN 4-415-09405-8.
- 第3版. 竹書房. 1999-12-24 [1993-12-21]. ISBN 4-8124-0581-5.
- . 双葉社の大全シリーズ. 編著 白石雅彦（日语：白石雅彦）、スーパーバイザー 富山省吾. 双葉社. 2003-01-20. ISBN 4-575-29505-1.
- . 監修 川北紘一. 新紀元社（日语：新紀元社）. 2003-04-10. ISBN 978-4-7753-0142-5.
- . 川北紘一 特別監修. キネマ旬報社. 2009-11-30. ISBN 978-4-87376-319-4.
- 洋泉社MOOK 別冊映画秘宝（日语：映画秘宝）（洋泉社）
  - . 洋泉社MOOK. 洋泉社. 2011-08-11. ISBN 978-4-86248-761-2.
  - . 洋泉社MOOK. 洋泉社. 2018-06-14. ISBN 978-4-8003-1461-1.
- . DENGEKI HOBBY BOOKS. 監修：川北紘一. ASCII Media Works. 2012-02-10. ISBN 978-4-04-886119-9.
- . 執筆：元山掌 松野本和弘 浅井和康 鈴木宣孝 加藤まさし. ヴィレッジブックス（日语：ヴィレッジブックス）. 2012-09-28. ISBN 978-4-86491-013-2.
- キャラクター大全（講談社）
  - 講談社 (编). . 講談社. 2014-07-15. ISBN 978-4-06-219004-6.
  - . 講談社. 2020-01-07. ISBN 978-4-06-512925-8.
- 池田憲章（日语：池田憲章）. . 徳間書店. 2014-07-31. ISBN 978-4-19-863838-2.
- . 野村宏平 編著. =笠倉出版社（日语：笠倉出版社）. 2014-08-07 [2004-12-05]. ISBN 978-4-7730-8725-3.
- . 東宝 協力. 小学館. 2014-07-28. ISBN 978-4-09-682090-2.
- . MAGAZINE HOUSE MOOK. マガジンハウス. 2014-09-05. ISBN 978-4-8387-8944-3.
- 西川伸司（日语：西川伸司）. . 洋泉社. 2016-06-24. ISBN 978-4-8003-0959-4.
- . [協力] 東宝. 双葉社. 2016-07-24 [22014-07-06]. ISBN 978-4-575-31156-3.
- . 角川多玩國. 2016-08-06. ISBN 978-4-04-895632-1.
- . TJ MOOK. 宝島社. 2016-08-15 [2014-07-26]. ISBN 978-4-8002-5699-7.
- 別冊映画秘宝編集部 (编). . 映画秘宝COLLECTION. 洋泉社. 2016-09-21. ISBN 978-4-8003-1050-7.
- . 監修 東宝株式会社/協力 東宝 ゴジラ戦略会議. 宝島社. 2018-11-03. ISBN 978-4-8002-8860-8.
- . ホビージャパン. 2022-03-31. ISBN 978-4-7986-2779-3.
- 講談社 (编). . 講談社シリーズMOOK. 講談社. 2022-12-21. ISBN 978-4-06-530223-1.

## 外部連結
- ゴジラvsデストロイア - 東宝WEB SITE （页面存档备份，存于）
- ゴジラvsデストロイア - 日本电影数据库
- ゴジラvsデストロイア - allcinema
- AllMovie上《Godzilla vs. Destoroyah》的资料（英文）
- 互联网电影数据库（IMDb）上《Godzilla vs. Destoroyah》的资料（英文）
- 爛番茄上《Godzilla vs. Destoroyah》的資料（英文）